# Снукс Иглин
Фирд Иглин-младший (англ. Fird Eaglin Jr.), известен под псевдонимом Снукс Иглин (англ. Snooks Eaglin), также под псевдонимами Блайнд Снукс Иглин, Лил Снук, Форд Иглин, Блайнд Гитар Ферд; 21 января 1936 (по иным источникам 1937), Новый Орлеан, Луизиана, США — 18 февраля 2009, Новый Орлеан, Луизиана, США — американский блюзовый гитарист, вокалист и автор песен. Номинант Blues Music Awards в номинации «Альбом традиционного блюза» (1987) . Из-за возможностей музыканта исполнять большое количество разнообразных песен в разнообразных стилях его прозвали «Человек-музыкальный автомат». Сам музыкант говорил что в его репертуаре 2 500 песен 

## Биография
Фирд Иглин-младший родился в 1936  или 1937  году в Новом Орлеане. Он потерял зрение вскоре после своего первого дня рождения ввиду глаукомы и опухоли мозга, несколько лет провёл в больнице. В возрасте пяти лет он получил в подарок гитару от своего отца и научился играть сам, слушая и подыгрывая радио. Прозвище «Снукс» он получил ещё в детстве в честь радиоперсонажа по имени Малыш Снукс.
В 1947 году Снукс Иглин принял участие в конкурсе талантов, организованном радиостанцией WNOE, и выиграл его, исполнив «Twelfth Street Rag». Как вспоминал Алан Туссен вспоминал про виртуозность гитариста: «Он мог играть так, когда ему было семь! Я слышал его на шоу талантов, когда он был маленьким мальчиком», в то время его называли Малыш Снукс. Я слышал всю эту гитару и думал, что это, должно быть, шоу уродов или что-то в этом роде, потому что дети не могут так играть!» . Три года спустя он бросил школу для слепых в пользу карьеры профессионального музыканта. В 1952 году он присоединился к Flamingoes, местной группе из семи человек, созданной всё тем же Аланом Туссеном. В группе не было бас-гитариста, и, по словам Иглина, он играл как на гитаре, так и на бас-гитаре одновременно. Он оставался в составе группы до тех пор, пока она в середине 1950-х годов не распалась. Впервые записался в 1953 года на сессии записи Джеймса Крауфорда. Под собственным именем записался лишь в 1958 году, когда Гарри Остер, исследователь фольклора, обнаружил Иглина играющего на улице Нового Орлеана. В течение 1958—1960 годов прошло семь сессий записи акустического блюза, без группы, лишь с гитарой. Эти записи были выпущены несколькими лейблами. 
С 1960 по 1963 год Иглин записывался для Imperial Records, играя на электрогитаре в основном как сайдмен студийной группы, которая включала в себя Джеймса Букера на фортепиано и Смоки Джонсона на барабанах. Он записал 26 треков, которые были выпущены в 1995 году в альбоме The Complete Imperial Recordings и многие из которых были песнями, написанными владельцем студии Дэйвом Бартоломью. В отличие от  предыдущиъ записей, эти работы представляют собой новоорлеанский R&B. В 1964 году он записывался один у себя дома с гитарой для Swedish Broadcasting Corporation; эти записи были выпущены в альбоме I Blueskvarter 1964: Vol. 3. в Швеции. Несколько лет он играл в домашней группе в клубе Playboy, но к концу 1960-х он практически завершил карьеру. Толчком к возобновлению карьеры послужило появление фестиваля New Orleans Jazz & Heritage в 1971 году . Продюсер фестиваля нашёл Снукса Иглина и Профессора Лонгхейра, также проживавшего в безвестности в Новом Орлеане, и объединил их на сцене для выступления, «которое ошеломило публику джазового фестиваля» .  
В 1971 году он записался для шведского лейбла Sonet, которая выпустила альбом The Legacy of the Blues Vol. 2. Следующий альбом, тоже для Sonet, вышел лишь в 1978 году. В 1970-е Снукс Иглин сотрудничал с другими музыкантами, так записывался для Профессора Лонгхейра в альбоме Mardi Gras in Baton Rouge в 1971 и 1972 годах, в первом альбоме группы Wild Magnolias 1973 года.
В 1980-е Снукс Иглин подписал контракт с Black Top Records и в период до 1997 года он записал четыре студийных альбома и концертный альбом, а также появился в качестве гостя на ряде записей других артистов Black Top, включая Генри Батлера, Эрла Кинга и Томми Риджли. Первый же альбом, выпущенный на Black Top Records Baby, You Can Get Your Gun! в 1987 году принёс музыканту номинацию на Blues Music Award. "Альбом сверкает отполированной вручную Снуксом таких жемчужин, как скорбная и сладкая «Lavinia» Томми Риджли и Дэйва Бартоломью, отсылкой к Ventures в «Profidia», зажигательной заглавной песне, написанной Эрлом Кингом, и собственной 20-мегатонной фанк-темой Иглина «Drop the Bomb»  .
Снукс Иглин умер от инфаркта в медицинском центре Окснера в Новом Орлеане 18 февраля 2009 года, не успев выступить на запланированном выступлении на традиционном New Orleans Jazz & Heritage Festival 2009 года. Музыкант нечасто выступал на концертах, но он регулярно выступал на фестивалях в Новом Орлеане Mid-City Lanes Rock'n'Bowl и на New Orleans Jazz & Heritage Festival.
Снукс Иглин жил в Сент-Роуз, пригороде Нового Орлеана, со своей женой Доротеей, с которой он познакомился в 1958 году, дочерью, пасынком и двумя падчерицами.
«…своего рода человеческий музыкальный автомат, выдающий блюз, кантри, госпел-песни, хиты из последних чартов R&B, джазовые стандарты и даже экзотическую музыку, всё это исполнялось в богатых оркестровых аранжировках для шести- или двенадцатиструнной гитары, и исполнялось хриплым голосом, пронизанным эмоциями» .
«Он просто внезапно начинает играть что-то из Хендрикса — идеально, с тем же самым звуком. Но то, что Хендрикс делал с двукратным или даже трёхкратным наложением дорожек, Снукс делает сразу и одновременно. Он никогда не перестает вас удивлять» . 
«Слепой Иглин был любимой фигурой в Новом Орлеане не только за его суровую, вдохновленную Рэем Чарльзом вокальную подачу и совершенно творческий подход к гитаре, но и за, казалось бы, бесконечный запас старых вещей, которые он мог вытащить на сцену в любую секунду» .
«Сет так называемого „Human Jukebox“ мог варьироваться от „Fur Elise“ Бетховена до „Ready for Love“ Bad Company» .
«Слушать его приятно, смотреть на него — одно удовольствие. Снукс сбивает с толку даже лучших музыкантов своим неподражаемым стилем игры пальцами» .
Алексис Корнер, называя Снукса Иглина «молодым человеком с практически неограниченными музыкальными возможностями», отмечал его в числе двух самых интересных джазовых гитаристов, которых можно было услышать с 1940-х годов, вместе с Уэсом Монтгомери .

## Дискография

### LP
- 1958, New Orleans Street Singer, (Louisiana State University)
- 1959, New Orleans Street Singer (Smithsonian Folkways 2476)
- 1960, Message from New Orleans (Heritage 1002)
- 1961, That's All Right (Prestige/Bluesville 569)
- 1971, The Legacy of the Blues Vol. 2 (Sonet)
- 1978, Down Yonder—Snooks Eaglin Today! (Sonet 752)
- 1987, Baby, You Can Get Your Gun! (Black Top)
- 1989, Out of Nowhere (Black Top 1049)
- 1991, Country Boy Down in New Orleans (Arhoolie 348)
- 1992, Teasin' You (Black Top 1072)
- 1994, New Orleans Street Singer (Storyville 8023)
- 1995, Soul's Edge (Black Top 1112)
- 1996, Soul Train from Nawlins: Live at the Park Tower Blues Festival '95 (P-Vine Records)
- 1997, Live in Japan (Black Top 1137), U.S. release of Soul Train from Nawlins
- 2002, The Way It Is (Money Pit)

### Сборники
- 1959, New Orleans Washboard Blues (Folk-Lyric 107)
- 1964, Portraits in Blues Vol. 1 (Storyville 146)
- 1964, Blues from New Orleans Vol. 2 (Storyville 140)
- 1971, The Legacy of the Blues Vol. 2 (Sonet 625)
- 1983, New Orleans 1960–1961 (Sundown 709–04)
- 1995, The Complete Imperial Recordings (Capitol 545)
- 1996, Heavy Juice, The Blues Collection Vol. 75 (Orbis BLU 075)
- 2003, The Best of ... (Grammercy 182)
- 2004, The Blues of Snooks Eaglin & Boogie Bill Webb (Storyville 8054)
- 2010, ABC of the Blues Vol. 10 (IntenseMedia 233168)

### Синглы
- 1960 «Yours Truly» / «Nobody Knows» (Imperial 5671)
- 1962 «Going to the River» / «I’m Slippin' In» (Imperial 5802)
- 1962 «Nothing Sweet as You» / «Don’t Slam the Door» (Imperial 5823)
- 1963 «Country Boy» / «Alberta» (Storyville 45056)

## Фильмография
- 1998 Snooks Eaglin & George Porter Jr at Lone Star Roadhouse 1998 VHS
- 2005 The Blues of Snooks Eaglin (Storyville 16041, DVD) – запись концерта 23.10.1985, Storyville Jazz Hall, Новый Орлеан. Также вышел под названием Jazz Icons: Snooks Eaglin.
- 2005 Make It Funky! (Sony Pictures Home Entertainment 11952, DVD)